# Суматранская кохоа
Суматранская кохоа (лат. Cochoa beccarii ) — вид воробьиных птиц из семейства дроздовых. Подвидов не выделяют. Эндемик Суматры (Индонезия). Видовое название дано в честь итальянского ботаника и путешественника Одоардо Беккара (итал. Odoardo Beccari; 1843—1920).

## Описание
Суматранская кохоа достигает длины около 28 см. Выражен половой диморфизм. Общая окраска оперения взрослых самцов бархатисто-чёрная, слегка глянцевая. Лоб и макушка тусклого голубоватого цвета. Бледное пятно на крыле образовано сизовато-голубым цветом внешних опахал больших верхних кроющих перьев крыла, второстепенных и третьестепенных маховых и оснований первостепенных маховых перьев. Кроющие перья крыла с чёрными кончиками. Хвост с чёрной конечной полосой; центральные рулевые перья и внешние опахала внешних перьев тусклого сизовато-голубого цвета; самые внешние рулевые перья чёрные. Радужная оболочка орехового цвета, окологлазное кольцо красное; клюв чёрный; ноги серые. У взрослых самок оперение тела тёмно-коричневое, горло и лицо рыжевато-охристые, небольшая белая область на подбородке, синие пятна на крыльях немного бледнее, ноги бледно-телесные. Молодь не описана.
Песня или позывка представлена длинным, тонким, высоким скорбным свистом. В полете издаёт позывку «sip».

## Распространение и места обитания
Суматранская кохоа является эндемиком Суматры. Обитает в предгорных тропических лесах по всей протяженности горного хребта Барисан. Встречается на высоте 1000—2200 м над уровнем моря.

## Биология
Суматранская кохоа кормится на всех ярусах леса, возможно добывает корм на земле. Иногда присоединяется к смешанным стаям кормящихся птиц. В  состав рациона входят мелкие плоды (в т. ч. опавшие), зелёные ягоды и  беспозвоночные. Биология размножения не исследована. Наблюдали выкармливание птенцов в феврале, а также молодых и неполовозрелых особей в мае-июне. Другой информации нет.